# مارک سایکس
سرهنگ سر تاتون بنوونوتو مارک سایکس، ششم بارونت (انگلیسی: Mark Sykes; ۱۶ مارس ۱۸۷۹ – ۱۶ فوریهٔ ۱۹۱۹) سرباز، دیپلمات، سیاستمدار حزب محافظه کار و مشاور کابینه جنگ در خاورمیانه اهل پادشاهی متحد بریتانیای کبیر و ایرلند بود؛ که در زمان جنگ جهانی اول در منطقه خاورمیانه حضور فعال و پررنگی داشت. او یکی از عوامل اصلی انعقاد توافق‌نامه سایکس-پیکو بود که در خصوص تقسیم سرزمین‌ها باقی مانده از امپراتوری عثمانی بین کشورهای انگلستان، فرانسه و روسیه بسته شد.